# Visseiche
Visseiche (tiếng Breton: Gwisec'h) là một xã của tỉnh Ille-et-Vilaine, thuộc vùng Bretagne, miền tây bắc nước Pháp.

## Dân số
Người dân ở Visseiche được gọi là Visseichais.
| 1962                                            | 1968 | 1975 | 1982 | 1990 | 1999 |
| ----------------------------------------------- | ---- | ---- | ---- | ---- | ---- |
| 827                                             | 904  | 785  | 723  | 689  | 687  |
| Starting in 1962: Population without duplicates |      |      |      |      |      |